# 9892 Meigetsuki
9892 Meigetsuki eller 1995 YN3 är en asteroid i huvudbältet som upptäcktes den 27 december 1995 av den japanska astronomen Takao Kobayashi vid Ōizumi-observatoriet. Den är uppkallad efter den japanske poeten Fujiwara no Teikas dagbok, kallad Meigetsuki.
Asteroiden har en diameter på ungefär 4 kilometer.